# Los Prisioneros
Los Prisioneros est un groupe de pop rock chilien, originaire de San Miguel, à Santiago. Il est formé dans les années 1980 avec des textes chargés de critiques sociales et politiques. Los Prisioneros est considéré par la presse spécialisée internationale comme l'un des groupes de rock chiliens et sud-américains les plus importants,,,,,.
Durant leur première période (1979-1991), ils publient quatre disques qui sont devenus une référence dans la musique chilienne des années 1980. Le groupe se sépare en 1991, mais se reforme en 2001, en donnant deux concerts à guichets fermé à l'Estadio Nacional. À cause de divers conflits internes, le groupe se sépare de nouveau en 2003. Une formation différente, avec deux nouveaux membres, sort un disque en 2004.

## Biographie

### Débuts (1979–1986)

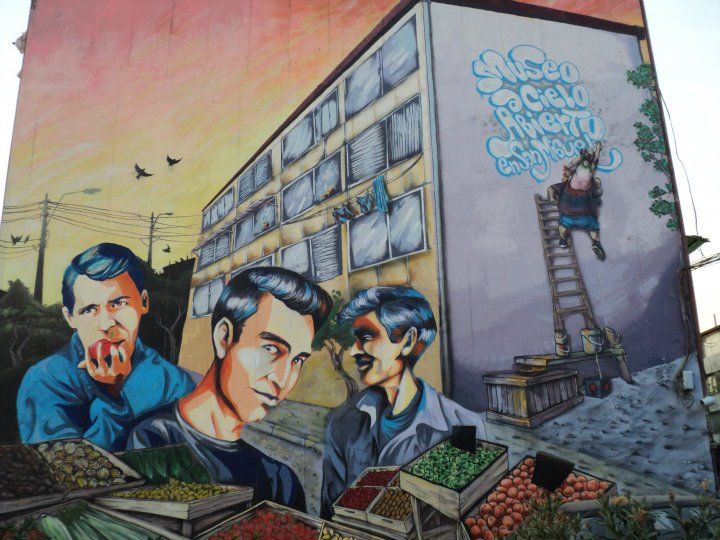
Peinture murale à San Miguel, en hommage à Los Prisioneros.

L'histoire de Los Prisioneros commence en 1979 quand Jorge González (bassiste et voix), Claudio Narea (guitare) et Miguel Tapia (batterie), se rencontrent au lycée de San Miguel (actuel Liceo Andrés Bello), à Santiago du Chili. Au début, le nom du groupe est Los Pseudopillos puis Los Vinchukas, et en 1983 ils adoptent definitivement le nom de Los Prisioneros. Jorge avait un groupe avec Miguel, dans lequel ils faisaient semblant d'être John Lennon et Paul McCartney des Beatles. Après les avoir regardé jouer ; Narea les surnomme Los Vinchukas. Les Vinchukas sont de petits insectes situés au nord du Chili. Peu après, Alvaro Beltran les rejoint à la guitare, et Miguel Tapia, à la batterie.
Le quatuor fait ses débuts scéniques le 14 mai 1982 au lycée. À la fin de 1982, Jorge et Miguel voulaient acheter une pédale basse, mais Claudio et Alvaro seront en désaccord. Rodrigo, qui ne faisait pas partie du groupe, interviendra et mènera à la dissolution de Los Vinchukas et Los Pseudopillos peu après leurs diplômes en poche. Gonzalez et Tapia continuent de jouer ensemble, mais Claudio ne leur parlera pas pendant deux ou trois mois alors qu'il travaille pour payer ses études. Rodrigo, qui se réconciliera avec Jorge et Miguel, convainc Claudio de revenir au sein du groupe. Pendant cette phase critique, le ,groupe tente d'adopter un nom plus sérieux. Ils choisissent d'abord Los Criminales qui reflète leur point de vue bad-boy, mais Miguel suggèrera le nom de Los Prisioneros qui reflète bien plus l'état de leur pays, le Chili, pendant la dictature dans les années 1980. Les autres membres sont d'accord et en 1983 le groupe joue pour la première fois avec son nouveau nom au Festival de la Canción del Colegio Miguel León Prado. À cette période, le groupe comprend Jorge González au chant et à la basse, Claudio Narea à la guitare, et Miguel Tapiaaux percussions, chœurs et à la batterie. Cette même année, Jorge González entre à l'Université chilienne des Arts.
En 1983, Claudio Narea entre à l'Universidad de Santiago de Chile pour y étudier l'ingénierie. Ici, Narea fait également la rencontre d'Igor Rodriguez (Aparato Raro), et Robert Rodriguez (plus tard leader du groupe Banda 69). Claudio Narea arrêtera ses études et décide avec Gonzalez de continuer à faire vivre le groupe. Alors que Carlos Fonseca se consacre à sa chaine de radio Radio Beethoven (uniquement axée sur la musique classique), Fonseca veut faire une émission spéciale fin d'année avec de jeunes talents chiliens. En 1984 avec l'aide du label Fusion (du producteur Carlos Fonseca, qui aida aussi Aparato Raro à ses débuts), ils lancent à la vente leur première cassette intitulée La Voz de los 80, avec seulement 1 000 exemplaires en vente. En 1985, l'album est édité dans tout le Chili et en Amérique latine sous le label EMI. De ce disque sort au début les chansons emblématiques La Voz de los '80, No necesitamos banderas, Sexo et Latinoamérica es un pueblo al sur de Estados Unidos. Toutes ces chansons possèdent un fort contenu de dénonciation et de critiques sociales. Ainsi, les célèbres Paramar, ¿Quíen mató a Marilyn? et Mentalidad Televisiva. Dans ce travail, toutes les chansons sont composées par Jorge González sauf ¿Quién Mató a Marilyn?, écrite conjointement par Jorge González et Miguel Tapia.
En 1986, les « tres de San Miguel » lancent, sous le label EMI, leur deuxième album intitulé  Pateando Piedras. Avec cet album, ils sont définitivement consacrés comme groupe majeur de la musique chilienne. De ce travail ressortent les chansons ¿Porqué no se van?, Muevan las industrias et El Baile de los que sobran. Cette dernière est considérée comme un classique de la musique populaire chilienne. Du fait d'un fort contenu de critique sociale, les autorités du gouvernement militaire de l'époque les considèrent comme « influence nocive pour la jeunesse... messieurs ». Il souffre alors de la censure des radios contrôlées par le régime. En 1987, un de leurs concerts a même été interdit par les autorités.

### La Cultura de la basura(1987–1989)

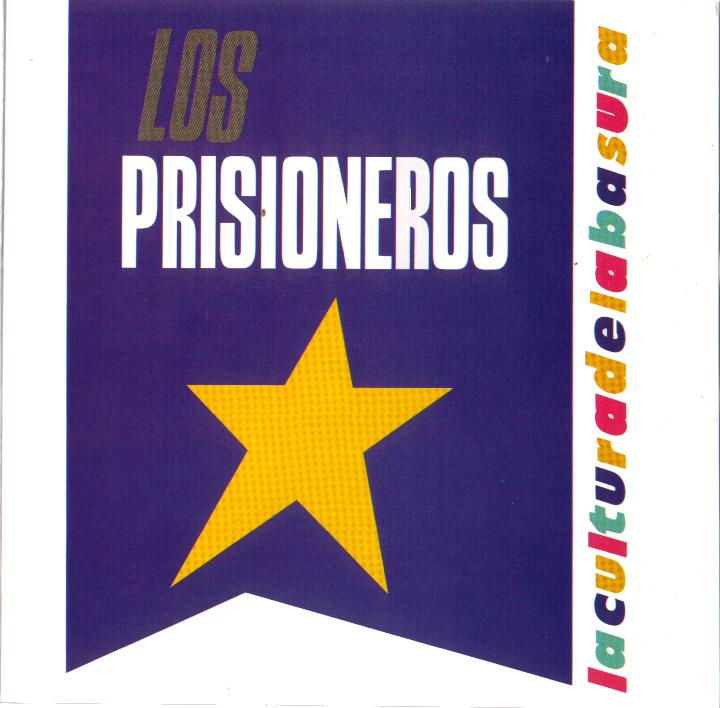
Couverture de La Cultura de la basura, réalisé par Jacqueline Fresard.

En 1987, leur troisième album  intitulé La Cultura de la Basura sort sous le label EMI Group, duquel sortent les chansons Maldito Sudaca, Pa pa pa et Lo estamos pasando muy bien. En ce travail, la critique sociale continue, et l'on voit une facette plus créative de Claudio et Miguel Tapia, qui contribuent aux chansons.
C'est en octobre 1987 que le groupe commence à enregistrer son troisième album. Jorge Gonzalez promettait aux autres membres qu'ils composeraient ensemble. Gonzalez composera seul, et Narea et Tapia composeront ensemble quatre chansons : Somos solo ruido, Algo Tan Moderno, El Vals et Lo estamos pasando muy bien. Pendant ces sessions d'enregistrement, les premières divergences entre membres font surface. Lyon Caco ne supportait pas le manque d'empathie de Jorge, et quitte les sessions. Il laisse la place à son assistant Antonio Gildemeister, à l'époque un rookie. Simple amateur, le rendu du son est mauvais. Caco expliquera plus tard que le disque était « bordélique »,,. L'album est publié le 3 décembre cette année. L'album compte d'abord 10 000 exemplaires vendus, puis plus tard 70 000. Il est considéré par la presse spécialisée comme un échec commercial et musical. Mais il est ironiquement certifié disque de platine.
Le 28 mars 1988, Los Prisioneros annonce une tournée de 40 dates depuis Arica jusqu'à Punta Arenas. La tournée se fera également dans plusieurs pays sud-américains, dont le Mexique. Ils démarrent leur tournée en Colombie, au Venezuela (où ils sont acclamés) et au Mexique. Ilseffectuent trois tournées consécutives en septembre et novembre 1988, puis en avril dans toute la Colombie. La chanson Pa pa pa est la mieux vendue à Bogota, selon Mario Ruiz, agent de marketing d'EMI à l'époque. Après l'annulation de leur tournée au Venezuela, ils partent au Mexique où leurs chansons ¿Quien Mató a Marilyn?, La voz de los 80 et Muevan Las Industrias sont jouées à la radio, sans pour autant engranger le succès.

### Première pause (1990–2000)
En 1990, le guitariste Narea laisse la bande, et les membres restants que sont Cecilia Aguayo et Robert Rodríguez lancent le disque Corazones, avec un style plus pop et techno que les disques antérieurs. Ce disque sera le plus grand succès du groupe à ce jour. Entre 1991 et 2000, les membres de cette formation  se séparent pour des projets en solo. Jorge González lance trois disques en soliste, Jorge González, El futuro se fue et Mi destino: Confesiones de una estrella de Rock. De plus, il lance un disque sous le pseudonyme Gonzalo Martínez y sus Congas Pensantes. Cecilia Aguayo et Miguel Tapia forment un groupe techno, Jardín Secreto, avec lequel ils sortent deux disques. Narea forme Profetas y Frenéticos, et un album en soliste. Durant la même période sortent des disques de compilations, Grandes Éxitos en 1991, Ni por la Razón, Ni por la Fuerza en 1996 (qui incluent de plus des raretés et versions rares de chansons) et El Caset Pirata en 2000, avec des versions en live de leurs chansons les plus connues. De plus, divers artistes chiliens réalisent un disque, Tributo a Los Prisioneros, avec une couverture du groupe. Ni por la razón, ni por la fuerza compte 100 000 exemplaires vendus.

### Réunion (2001–2003)
Le 5 septembre 2001, la formation originale de Los Prisioneros annonce son retour, et publie une chanson intitulée Las sierras eléctricas, à l'origine enregistrée en 1989 pour l'album Corazones, publié à titre posthume dans Ni por la razón, ni por la fuerza. La chanson est diffusée à la radio locale. Cette année, EMI édite le double-album Antología, su historia y sus éxitos, qui dure environ 55 minutes. Le label fait face à des problèmes contractuels, car il ne pouvait éditer d'album sans consentement de la part du groupe. Il comprend aussi la version originale de Las sierras eléctricas qui n'appartient pas EMI,.
Le 9 octobre, le groupe fait sa première apparition publique en un an. Le 22 octobre, le groupe annonce sa seule et unique apparition télévisée à l'émission De pe a pa animée par Pedro Carcuro.
Plus de 140 000 spectateurs seront présents à l'Estadio Nacional pendant les deux nuits de représentation de Los Prisioneros,. Pendant leur concert, le groupe démontre son attitude protestataire et rebelle, qui est restée intacte toutes ces années. Pendant la chanson Sexo, González jette des préservatifs au public. Pendant la finale en jouant Lo estamos pasando muy bien, le groupe transforme l'Estadio Nacional en un camp de concentration, et une grande salle de torture et d'exécutions pendant le coup d'État du 11 septembre 1973 ; cette performance est vivement critiquée par l'ex-candidat à la présidentielle du pays, Joaquín Lavín. L'événement est retranscrit aux informations internationales sur des chaînes comme BBC, CNN, MTV, et Telemundo ; les magazines Chicago Tribune, Billboard et Rolling Stone, à travers leurs correspondants chiliens. L'événement est aussi retranscris sur Puma TV au Venezuela,, Antena 3 au Pérou, et au journal La República au Pérou.
En 2002 sort l'album enregistré à cette occasion, et aussi un DVD. En 2003, Los Prisioneros sortent un nouvel album homonyme, qui est totalement différent des albums précédents. Cette même année, Narea est renvoyé du groupe.

### Dernières années (2004–2006)
González et Tapia continuent ensemble, avec des musiciens invités comme Álvaro Henríquez (Los Tres et ex-Los Pettinellis), avec qui ils enregistrent un disque. En 2004  Sergio Coty Badilla et Gonzalo Yáñez (ex-No me Acuerdo) intègrent le groupe comme membres permanents. Cette nouvelle formation sort un album en 2004, avec  le nom de Manzana. À partir de là, le groupe décide de s'installer au Mexique et pour ce motif Gonzalo Yáñez quitte le groupe.
À la fin de 2005, Jorge González parle de son histoire et de son œuvre avec le journaliste et écrivain chilien Emiliano Aguayo. De cet entretien naît le livre Maldito Sudaca : Conversaciones con Jorge González (Ril Editores, Chile). Le 18 février 2006, l'ultime concert du groupe a lieu à Caracas, Venezuela, après avoir de nombreux concerts au Canada, États-Unis, Mexique, Équateur, Pérou, Bolivie, Colombie et Chili en 2004 et 2005,
La dissolution était prévue plusieurs mois auparavant, certains fans les plus proches du groupe le savaient déjà, mais pas la presse, notamment en raison du fait que les membres du groupe vivaient dans des villes différentes. Alors que Jorge González avait établi leur résidence au Mexique, Miguel Tapia et Sergio Badilla, restaient à Santiago du Chili.

## Membres
- Jorge González - chant, basse, guitare, claviers (1983-1992, 2001-2006)
- Claudio Narea - guitare, claviers, chœurs (1983-1990, 2001-2003)
- Miguel Tapia - batterie, claviers, chœurs (1983-1992, 2001-2006)
- Cecilia Aguayo - claviers, chœurs (1990-1992)
- Robert Rodríguez - basse, guitare, claviers, chœurs (1990-1992)
- Sergio « Coti » Badilla - claviers, guitare (2003, 2004-2006)
- Álvaro Henríquez - guitare, claviers, chœurs (2003)
- Gonzalo Yáñez - guitare, chœurs (2004-2005)

## Discographie

### Albums studio
- 1984 : La voz de los '80
- 1986 : Pateando piedras
- 1987 : La cultura de la basura
- 1990 : Corazones
- 2003 : Los Prisioneros
- 2004 : Manzana

### Autre
- 1982 : King Kong el Mono (inédit)

### DVD
- 2002 : Antología, su historia y sus éxitos (vidéoclips et extras)
- 2002 : Lo estamos pasando muy bien (concert à l'Estadio Nacional)